# Yael Stone
Pour les articles homonymes, voir Stone.
Yael Stone, née en 1985 à Sydney, est une actrice de télévision et de cinéma australienne.
Elle se fait connaitre du grand public pour son rôle de Lorna Morello (en) dans la série Orange Is the New Black (2013-2019) de Netflix.

## Biographie

### Jeunesse et formation
Stone est née et a grandi à Sydney, fille de Judy, une infirmière, et Harry Stone, un architecte. Son père est né en Tchécoslovaquie, de parents survivants de l'Holocauste. Le père de Stone est issu d'une famille juive, alors que sa mère s'est convertie au judaïsme,. Sa sœur, Elana Stone, est musicienne.

### Carrière
Elle a travaillé principalement dans le théâtre; aux Sydney Theatre Awards 2008 elle a remporté le prix de la meilleure nouvelle venue et de la meilleure actrice dans un second rôle féminin pour sa prestation dans The Kid.
En février 2011, elle s'est rendue à New York pour jouer  dans la production de The Diary of a Madman de la Brooklyn Academy of Music.
En décembre 2011 Stone s’est installée à New York et a cofondé la compagnie de théâtre de création. 4 mois plus tard elle a été choisie pour jouer dans les séries sur la centre pénitentiare pour les femmes Orange Is the New Black, réalisées par Netflix. Stone incarne Lorna Morello, une prisonnière du New Jersey. The New Republic magazine a nommé son mélange des accents de Brooklyn et Boston « l’accent le plus incroyable à la télé ». On a gardé son personnage pour la deuxième saison. Dès la troisième saison, elle est devenue une actrice récurrente. Elle joue aussi dans High Maintenance, la série web de HBO.

### Vie privée
Stone est athée. En 2012, Stone a épousé l'acteur australien Dan Spielman (en), avec qui elle vit à New York. En juillet 2017 elle a annoncé qu’ils s’étaient divorcés il y a un an. Aujourd’hui elle est en couple avec Jack Manning Bancroft, le fondateur d’AIME Mentoring. Ils ont eu leur fille, Pemau Stone Bancroft le 30 mai 2018.
En 2018, à la suite du mouvement BalanceTonPorc, l'actrice rapporte, au New York Times, des actes inappropriés que l'acteur Geoffrey Rush aurait eu à son égard, entre 2010 et 2011. Les deux comédiens australiens travaillaient alors ensemble sur la production de théâtre, Le Journal d'un fou à Sydney. L'actrice explique ne pas avoir voulu se plaindre plus tôt, car à l'époque elle voulait protéger sa carrière.

## Filmographie

### Cinéma
- 1999 : La Chance de ma vie de Pip Karmel : Stacy
- 2007 : West de Daniel Krige : Stacey
- 2011 : Jailbirds (court métrage) de Rachael Turk : Lucy
- 2016 : Falling d'Ali Askari : Sarah
- 2017 : The Wilde Wedding de Damian Harris : Clemmie
- 2022 : Blacklight de Mark Williams : Helen Davidson

### Télévision

#### Séries télévisées
- 2001 : The Farm : Sam Cooper jeune (mini-série, 3 épisodes)
- 2007 - 2008 : All Saints : Ann-Marie Preston (14 épisodes)
- 2010 - 2011 : Spirited : Linda (16 épisodes)
- 2013 - 2019 : Orange Is the New Black : Lorna Morello (en) (88 épisodes)
- 2015 : Childhood's End : Les Enfants d'Icare : Peretta (mini-série, 2 épisodes)
- 2015 - 2018 : High Maintenance : Beth (5 épisodes)
- 2016 : Deep Water : Tori Lustigman (mini-série, 4 épisodes)
- 2017 : Penn Zero : Héros à mi-temps : Général Bighorn (voix, 1 épisode)
- 2018 : Picnic at Hanging Rock (en) : Miss Dora Lumley (voix, 6 épisodes)

• 2024 : Wellmania : Philomène (épisode 6)

## Distinctions
Sauf indication contraire, les informations mentionnées dans cette section peuvent être confirmées par la base de données cinématographiques IMDb,  présente dans la section « Liens externes ».

### Récompenses
- 21e cérémonie des Screen Actors Guild Awards 2015 : meilleure distribution pour une série télévisée comique pour Orange Is the New Black
- 22e cérémonie des Screen Actors Guild Awards 2016 : meilleure distribution pour une série télévisée comique pour Orange Is the New Black
- 23e cérémonie des Screen Actors Guild Awards 2017 : meilleure distribution pour une série télévisée comique pour Orange Is the New Black

### Nominations
- Logie Awards 2017 : meilleure actrice pour Deep Water
- 24e cérémonie des Screen Actors Guild Awards 2018 : meilleure distribution pour une série télévisée comique pour Orange Is the New Black
- The Equity Ensemble Awards 2019 : meilleure performance de doublage par une distribution dans une mini-série ou un téléfilm pour Picnic at Hanging Rock

## Voix françaises
En France comme au Québec, Yael Stone n'a pas encore de voix régulière.
En France
- Claire Tefnin (Belgique) dans Orange Is the New Black (série télévisée)
- Marie Diot dans Childhood's End : Les Enfants d'Icare (mini-série)
- Laëtitia Lefebvre dans High Maintenance (série télévisée)
- Olivia Nicosia dans The Wilde Wedding

Au Québec
- Eloisa Cervantes dans L'Orange lui va si bien (série télévisée)

Sources : RS Doublage, DSD Doublage et « Doublage Québec »